# 国鉄チキ3000形貨車
国鉄チキ3000形貨車（こくてつチキ3000がたかしゃ）は、かつて日本国有鉄道（国鉄）およびその前身である鉄道省等に在籍した長物車である。本稿では、姉妹形式であるチキ4000形およびチキ2600形についても記述する。

## チキ3000形
チキ3000形は、1943年（昭和18年）から1945年（昭和20年）にかけて、日本車輌製造および川崎車輛において632両が製造された、35 t 積二軸ボギー長物車である。番号は欠番があり、チキ3000 - チキ3271, チキ3290 - チキ3639, チキ3800 - チキ3809となっているが、チキ3640 - チキ3647が存在し、総数は640両であったとする説もある。
従来、鉄道省では有事の際の軍用車両輸送用として、鋳鋼製の高速台車TR24を装備した最高速度85 km/hのチキ1500形を量産していたが、戦時設計として資材節約と製作の合理化を図るため、床を鋼板製から木製に、台車を簡易な構造のアーチバー台車TR20に変更したのが、本形式である。また、側面の柵柱受けの数を片側12か所から8か所に減ずるとともに、戦車等の重量品の積載のため、台枠の横梁を1本多い9本としている。荷台の長さは鉄道省標準の12,800 mm、幅は2,300 mmでチキ1500形と同等であり、基本構造は1942年（昭和17年）に製造されたトキ10形無蓋車と共通である。床板の厚さは60 mmで、荷摺り木は12本設けられている。全長は13,600 mm、最大幅は2,640 mm、最大高は2,940 mmである。台車の変更にともなって、台車中心間距離は前々級のチキ1000形と同じ9,500 mmに戻り、最高速度も75 km/hとなった。台車間の台枠中梁は高さを増した魚腹型である。自重は14.6tで、換算両数は積車4.0、空車1.4。
戦後は、標準タイプの長物車として全国で運用された。1968年（昭和43年）10月1日国鉄ダイヤ改正までは600両以上が在籍していたが、以降は廃車が進み、レール輸送用、操重車の控車、貨車移動機の運搬用でも使用された。形式消滅は1986年（昭和61年）である。

### 譲渡
1950年（昭和25年）12月26日、1両（チキ3483）が三井芦別鉄道に譲渡され、チキ1となった。

## チキ4000形
チキ4000形は、1943年（昭和18年）から1945年（昭和20年）にかけて165両（169両とする説もあり）が製造された、35 t 積二軸ボギー長物車である。番号に欠番があり、チキ4000 - チキ4070, チキ4200 - チキ4274, チキ4420 - チキ4468とされるが、この中にも30両程度の欠番が存在する。
本形式も戦時設計車で、チキ3000形とは車軸が短軸（チキ3000形は長軸）である点が異なるのみで、形態や性能は同一である。自重は14.2tで、換算両数は積車4.0、空車1.4。
戦後は、標準タイプの長物車として姉妹形式とともにて全国で運用された。形式消滅は1986年（昭和61年）である。

### 改造

#### ヤ350形
1968年（昭和43年）に1両が川崎車輛にてチキ4000形より改造され形式名はヤ350形と定められたロングレール輸送車である。
ヤ300形（2両）とユニットを組んでヤ300形の動力ステーションとして運用された。160 PSディーゼルエンジンを装備し油圧ポンプ、交流発電機より得られる動力が活用された。　　　　　　　　　　　　　　
車体塗色は黒で、1968年（昭和43年）10月1日ダイヤ改正では高速化不適格車とされて最高速度65 km/hの指定車となり、識別のため記号に「ロ」が追加され「ロヤ」となり黄1号の帯を巻いた。
1979年（昭和54年）に廃車となり形式消滅した。

## チキ2600形
チキ2600形は、1945年（昭和20年）から1946年（昭和21年）にかけて61両（チキ2600 - チキ2660）が製造された、35 t 積二軸ボギー長物車である。チキ3000形、チキ4000形と同じ車体に、TR24台車を組み合わせたものである。台車の軸距が長い関係で、台車中心間距離はチキ1500形と同じ9,270 mmである。また、同形式とは枕ばねの種類が異なっており、最高速度は75 km/hである。自重は15.8tで、換算両数は積車4.0、空車1.6。
戦後は、姉妹形式とともに全国で運用された。形式消滅は1981年（昭和56年）である。
本形式の後、汎用長物車の増備置き換えは、しばらくの間改造で賄われることになり、新製の汎用長物車は1975年（昭和50年）製のチキ7000形まで待つことになる。